# Lockheed L-1011 TriStar
Pour les articles homonymes, voir Tristar.
Dimensions
Le Lockheed L-1011 TriStar est un avion long-courrier triréacteur à usage civil et militaire, construit par la société Lockheed dans les années 1970 et 1980.
Le numéro associé à l'appareil étant toujours basé sur 1000, les numéros de série commençaient à partir de MSN1001 (prototype).

## Historique

### Le programme TriStar

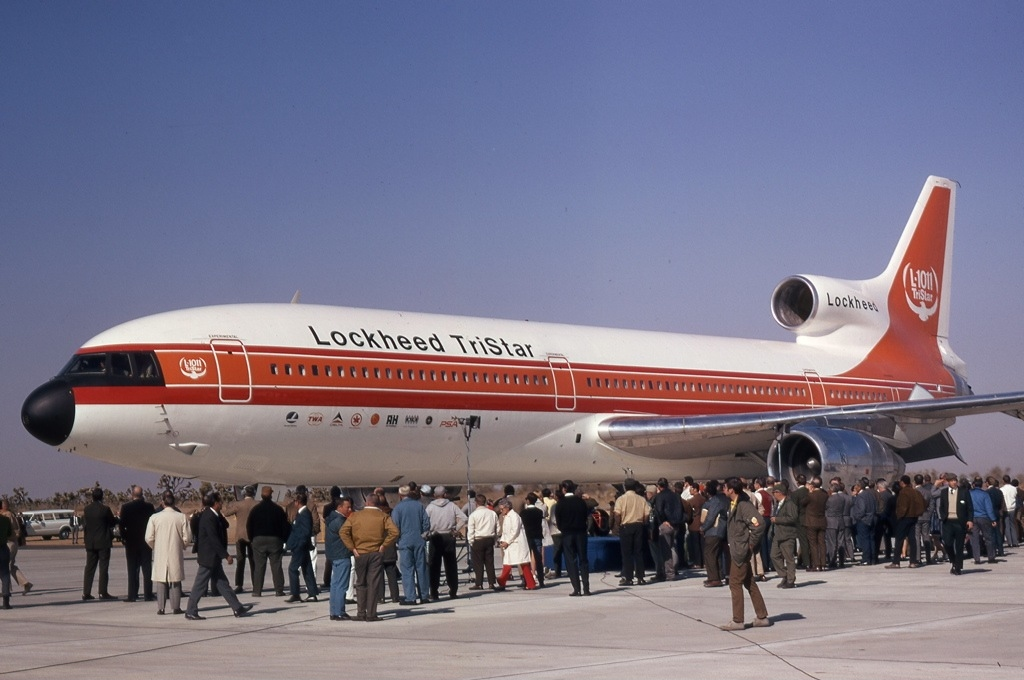
Prototype Lockheed L-1011-385-1
au jour du premier vol d'essai.

Dans les années 1960, American Airlines lance un appel d'offres à Lockheed et à son concurrent Douglas pour la conception d'un avion long-courrier plus petit que le Boeing 747, mais capable de couvrir les liaisons avec Londres, les Caraïbes et l'Amérique latine depuis les hubs de la compagnie à Dallas et New York. Lockheed lance alors le programme TriStar en 1966, mais par la suite American Airlines choisit le McDonnell Douglas DC-10 et ne commande jamais le Ten eleven.
Effectuant son tout premier vol le 16 novembre 1970, le TriStar est considéré pour l'époque comme un bijou technologique, alors que le DC-10 était conçu sur la base technologique du DC-8. Équipé d'un triple pilotage automatique, l'appareil est capable d'atterrir par mauvais temps, même par visibilité nulle. Son système de freinage lui permet de s'arrêter sans danger, quand la direction de vent n'est pas favorable à l'atterrissage. C'est la raison pour laquelle Air Canada l'exploitait, malgré la concurrence du DC-10 dont les ailes étaient pourtant fabriquées à Toronto. D'une capacité maximale de 400 places, il est relativement peu bruyant, et se montre assez sobre en carburant, gage d'une bonne rentabilité économique pour ses futurs acquéreurs. La principale différence que l'on peut relever entre le TriStar et son concurrent le DC-10 est que le troisième moteur du Lockheed est intégré dans la queue de l'appareil (comme sur le Boeing 727) pour plus de stabilité alors que celui du McDonnell Douglas est placé au même endroit mais de manière externe pour un gain de puissance. Malheureusement, la technique choisie pour le TriStar entraîne des délais de conception supplémentaires d'environ un an, alors que le McDonnell Douglas DC-10 fait son entrée sur le marché. De plus, Rolls-Royce, concepteur des trois moteurs équipant le L-1011 TriStar (le RB211) fait faillite en 1971 entraînant d'autant plus de délais. La compagnie britannique est tout de même sauvée par une nationalisation qui vise à défendre les capacités technologiques militaires du Royaume-Uni. L'avion est assemblé à la Air Force Plant 42 de Palmdale en Californie.

### Les différentes versions

#### L1011-1, L1011-100 et L1011-200
Le TriStar original, avec un fuselage de 54,17 m et une capacité de 400 passagers, est le L1011-1 et a une capacité d'envol de 195 000 kg. En 1974 sort la version L1011-200 doté d'une version améliorée du réacteur Rolls-Royce RB211, le RB211-524 et d'une capacité en carburant étendue. Une autre version du RB211 fait aussi son apparition, et les avions qui en sont dotés sont désignés L1011-100.

#### L1011-500
En 1976, Lockheed lance le L1011-500 qui combine une plus grosse capacité en carburant et un fuselage raccourci afin d'augmenter son rayon d'action. Des éléments aérodynamiques sont aussi intégrés et amènent à une réduction de la surface alaire de l'appareil. Le premier vol de cette version a lieu en octobre 1978. Le L1011-500 s'équipe du moteur RB211-524B.

#### L1011-50, L1011-150 et L1011-250
Ces trois versions de TriStar sont toutes des conversions du L1011-1. Les L1011-50 sont des L1011-1 dont la masse maximale d'envol est augmentée à 204 000 kg tandis que les L1011-150 voient leur rayon d'action augmenté de 10 %. La désignation de L1011-250 est appliquée aux L1011-1 qui se font installer le RB211-524B. Delta Air Lines convertit ses L1011-1 en L1011-250 en 1986.

### La carrière commerciale

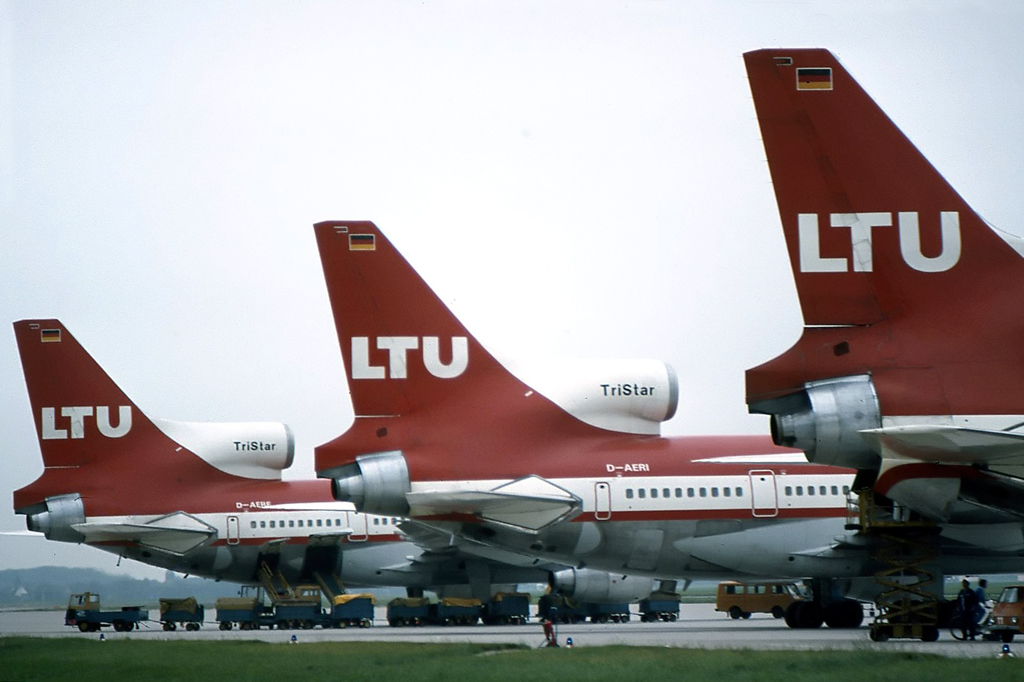
Trois TriStar à l'aéroport de Düsseldorf.

Le L-1011-385-1, premier type, obtient la certification de la Federal Aviation Administration, le 14 avril 1972.
En attendant cette certification, le premier TriStar MSN1007 (N306EA) avait été livré à Eastern Airlines le 5 avril 1972. D'où, il fallut que le vol commercial soit inauguré après la certification.
L'appareil compta rapidement de grandes compagnies parmi ses clients comme la TWA, qui le qualifie d'avion le plus sûr du monde. De nombreuses compagnies utilisent le L-1011 : Aer Lingus, Air Atlanta Icelandic, Air Canada, Air Transat, Air France, Air Lanka, All Nippon Airways, Arrow Air, British Airways, BWIA, British Caledonian Airways, Cathay Pacific, Delta Air Lines, Eastern Airlines, Gulf Air, Hawaiian Airlines, Iberia, LTU, National Airlines, Orient Thai Airlines, Pan Am, TAP Air Portugal, TWA, United Airlines, Royal Jordanian et Saudi Arabian Airlines. Cependant, le DC-10 se vend quasiment deux fois mieux, notamment à cause des retards engendrés pendant la phase de conception du TriStar. De plus, Lockheed est soupçonné d'avoir poussé fortement la compagnie japonaise All Nippon Airways à choisir le Lockheed L-1011, ce qui mène à un scandale politico-financier auquel le nom de l'avionneur sera toujours associé par la suite au Japon.
La production de l'appareil cessa en 1984. Le dernier appareil construit était un L-1011-385-3 TriStar 500 destiné au gouvernement algérien (7T-VRA, MSN1250) et fut livré le 1er août 1984. Lockheed ne construisit donc que 250 exemplaires, alors qu'il lui fallait en vendre 500 pour recouvrir ses coûts. Après cet échec commercial, Lockheed se retire définitivement du marché aérien civil.

### Retraite successive

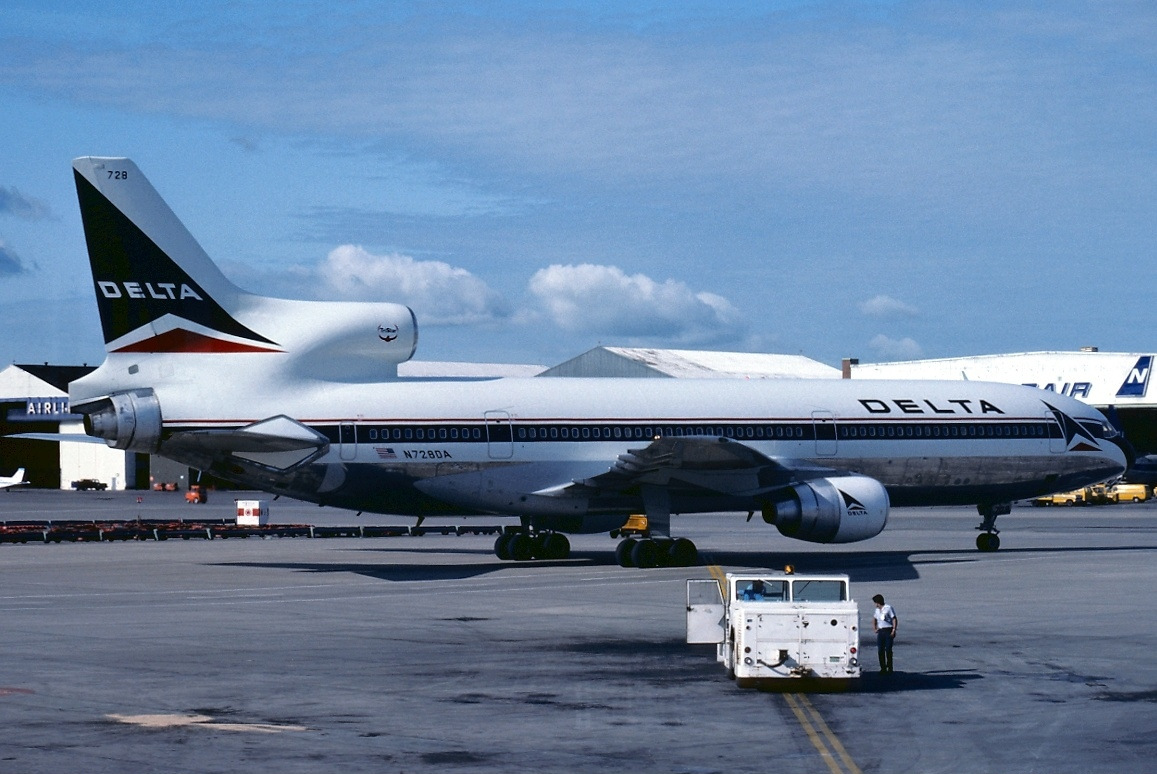
N728DA, L-1011-385-1, MSN1173. L'appareil qui effectua les derniers vols auprès de DAL.

Delta Air Lines, le plus grand client ayant acquis 70 appareils dont la flotte comptait 56 exemplaires au maximum, retira les derniers TriStar de sa flotte en 2001, en les remplaçant par des Boeing 767-400ER. Les derniers vols étaient un aller-retour entre Atlanta et Orlando, et effectués le 31 juillet 2001.
Cathay Pacific qui est le plus gros opérateur non américain du TriStar avec 21 exemplaires récupérés lors de la faillite d'Eastern Airlines les a retirés de sa flotte dès octobre 1996 pour les remplacer par des Airbus A330-300. Quelques compagnies « start-up » d'Afrique et d'Asie affrètent encore le ten eleven, comme Thai Sky Airlines qui en exploite trois durant 15 mois entre le début de ses services en mai 2005 et août 2006. Le gouvernement saoudien utilise encore régulièrement un Tristar.
En mars 2002, on dénombrait environ 50 TriStar encore en service ; en septembre 2006, il n'en restait plus que 33. Lockheed Martin promet d'assurer le support technique tant que l'appareil est encore utilisé.
Six exemplaires ayant quitté la flotte de la Royal Air Force en 2014 devaient être acquis par AGD Systems en 2015 mais cela ne s'est pas concrétisé. Fin 2017, Tempus Applied Solutions négocie pour les acheter. Sous de nouvelles immatriculations civiles, trois sont destinés à réaliser le même type de missions de ravitaillement et de transport de passagers et de fret et trois éventuellement cannibalisés.

### Dernier appareil opérationnel
De nos jours, en raison d'un modeste volume de production, ce type d'avion est devenu obsolète, tant pour le vol commercial que pour la mission militaire. Toutefois, un Lockheed L-1011-385-1-15 est encore en service. Il s'agit de N140SC, possédé par Northrop Grumman pour la société Orbital Sciences,. Dans l'optique de lancer les satellites, cet appareil, le Stargazer, est chargé d'effectuer ses missions particulières, ce qui permet d'être en usage. Après une récente certification obtenue en 2021, ce L-1011 était encore capable de voler jusqu'au 30 avril 2024.
|                                                        |
| Appareil en 1987, en service pour Air Canada (C-FTNJ). |

|                 |
| N140SC en 2013. |

|                                   |
| N140SC avec fusée Pegasus lancée. |

|                            |
| N140SC en mission en 2016. |

|                                         |
| N140SC avec la livrée actuelle en 2021. |

Après cette date, l'appareil reste encore opérationnel. Celui-ci a participé, les 19 et 20 octobre 2024, au Festival de vol tenu à l'aéroport de Long Beach. D'après l'autorité de cet aéroport, il s'agit d'un seul L-1011 opérationnel dans le monde entier en 2024,.

### Appareils conservés
- N910TE (L-1011-1, MSN193L-1064) : livré à Pacific Southwest Airlines en 1974, l'appareil devint avion sanitaire (hôpital volant) en 1994 ; conservé à l'aéroport international de Kansas City depuis 2017, celui-ci en bon état est en usage pour les programmes pédagogiques destinés aux enfants et aux jeunes ; surnommé TRISTAR EXPERIENCE[14],[15],[16].

### Accidents et incidents

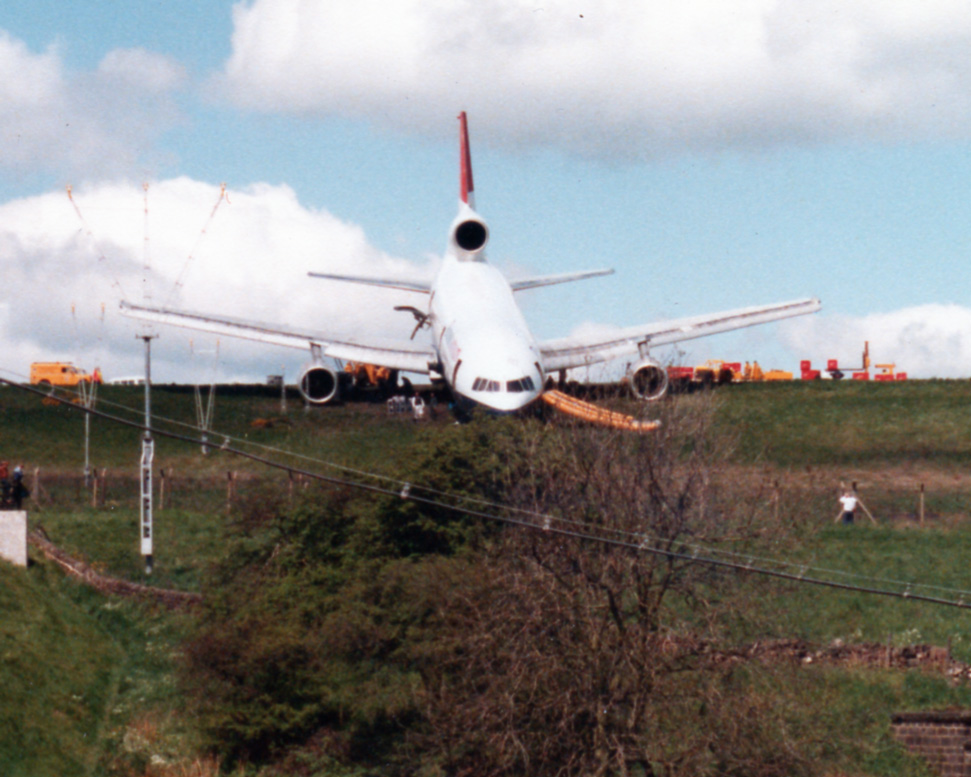
Sortie de piste d'un L-1011 TriStar.

Le 29 décembre 1972, le vol Eastern Air Lines 401 s'écrase dans les Everglades en Floride, tuant 101 personnes parmi les 176 passagers et membres d'équipage présents à bord. L'accident est attribué à une erreur du commandant (coupure involontaire du pilotage automatique causant une perte d'altitude non ressentie).
Le 12 avril 1977, le vol Delta Air Lines 1080 connaît une perte de contrôle en vol, peu après le décollage de l'aéroport international de San Diego, à la suite d'un blocage de la gouverne de profondeur en position complètement cabré, l'amenant presque au point de décrochage. Les pilotes parviennent à reprendre le contrôle de l'appareil, qui atterrit en toute sécurité à l'aéroport international de Los Angeles, sauvant la vie des 52 personnes à bord.
Le 19 août 1980, le vol Saudia 163 en direction de Jeddah en Arabie saoudite prend feu en plein vol et fait demi-tour à l'aéroport international de Riyad. L'avion réussit quand même à atterrir, et continue de rouler sur la piste ; et lorsqu'il s'arrête, il est trop tard, les 301 passagers et membres d'équipage périssent dans l'incendie.
Le 22 décembre 1980, le vol Saudia 162, reliant Dhahran, en Arabie saoudite, à Karachi, au Pakistan, avec 292 personnes à bord, subit une décompression explosive en haute altitude, au dessus du Qatar, à la suite de l'explosion d'une roue du train d'atterrissage principal à l'intérieur du logement du train, provoquant la mort de deux passagers éjectés hors de la cabine.
Le 22 septembre 1981, le vol Eastern Air Lines 935 subit une panne moteur non contenue sur le moteur 2 (monté sur la queue de l'avion), qui entraîne la perte de trois des quatre circuits hydrauliques à bord de l'avion, à une altitude de 10 000 pieds (3 000 mètres) peu de temps après le décollage de l'aéroport international Liberty de Newark. L'équipage a procédé à un atterrissage d'urgence à l'aéroport international de New York - John-F.-Kennedy, sauvant les 201 personnes à bord.
Le 5 mai 1983, le vol Eastern Air Lines 855 reliant l'aéroport international de Miami à l'aéroport international Lynden Pindling de Nassau, aux Bahamas, a subi la perte de ses trois moteurs peu après le décollage. L'équipage a réussi à redémarrer à temps un des moteurs pour faire atterrir l'avion en toute sécurité à l'aéroport international de Miami, sauvant la vie des 172 personnes à bord.
Le 27 mai 1985, le TriStar L-1011 immatriculé G-BBAI fait une sortie de piste à l'aéroport de Leeds/Bradford à l'atterrissage après une forte pluie. L'avion transportait 398 passagers et 14 membres d'équipage, seules quelques blessures légères sont à déplorer.
Le 2 août 1985, le vol 191 de Delta Air Lines s'écrase avec 152 passagers et 11 membres d'équipage lors de son approche de l'aéroport de Dallas/Fort Worth, causant la mort de 136 passagers et membres d'équipage, ainsi qu'une victime au sol. L'accident sera imputé à un phénomène de cisaillement, mal connu à cette époque-là, ce qui fait que l'équipage n'était pas préparé à cette situation,.
Le 3 mai 1986, le vol Air Lanka 512 est détruit au sol par l'explosion d'une bombe à l'aéroport international Bandaranaike, à Colombo, au Sri Lanka, juste avant son décollage pour l'aéroport international Velana, à Malé, aux Maldives, faisant 21 morts et 41 blessés sur les 148 passagers et membres d'équipage à bord.
Le 30 juillet 1992, le vol TWA 843 s'écrase après une violente sortie de piste à l'aéroport international de New York - John-F.-Kennedy, à la suite de l'interruption du décollage en raison d'une fausse alarme de décrochage. Malgré l'incendie intense qui a suivi le crash, il n'y a eu aucune victime, et seulement une dizaine de passagers blessés parmi les 292 occupants de l'appareil, bien que l'avion ait été en grande partie détruit par le feu.
Le 6 juillet 2001, le vol TS906 de Air Transat partant de l'aéroport Lyon-Saint-Exupéry subit des dégâts importants dus aux impacts de grêlons dix minutes après le décollage. Il rebrousse chemin et atterrit normalement. L'aéronef est par la suite déclaré comme perte totale et cédé aux aéroports de Lyon. Il est depuis entreposé dans la section cargo de l'aéroport Lyon-Saint-Exupéry où il sert de site d'entraînement aux équipes d'urgence.

## Versions militaires

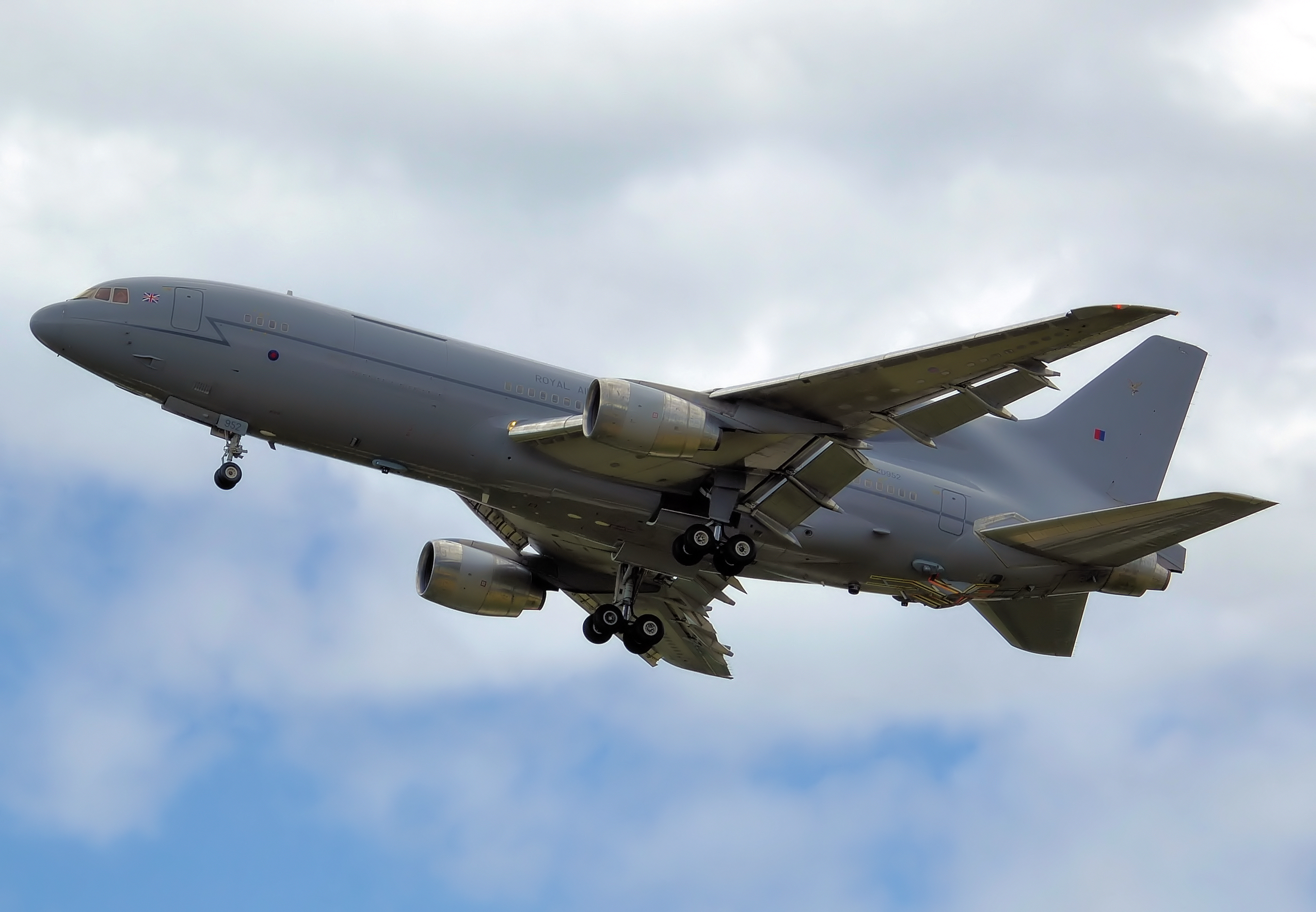
ZD952, L-1011-385-3 KC.1 MSN1168, ravitailleur auprès de la RAF en 2008.

Le TriStar est aussi utilisé comme avion ravitailleur et comme avion-cargo par les forces armées de certains pays.
Au début des années 2010, la RAF utilisait encore plusieurs TriStar dérivés en quatre variantes, en attendant leur remplacement par des A330 MRTT. Ces avions à usage militaire étaient en fait des anciens L-1011-500 ayant appartenu à British Airways et à Pan Am. Le 24 mars 2014, le dernier L-1011 quitta définitivement la flotte de la RAF.

## Cockpit très contemporain du L-1011

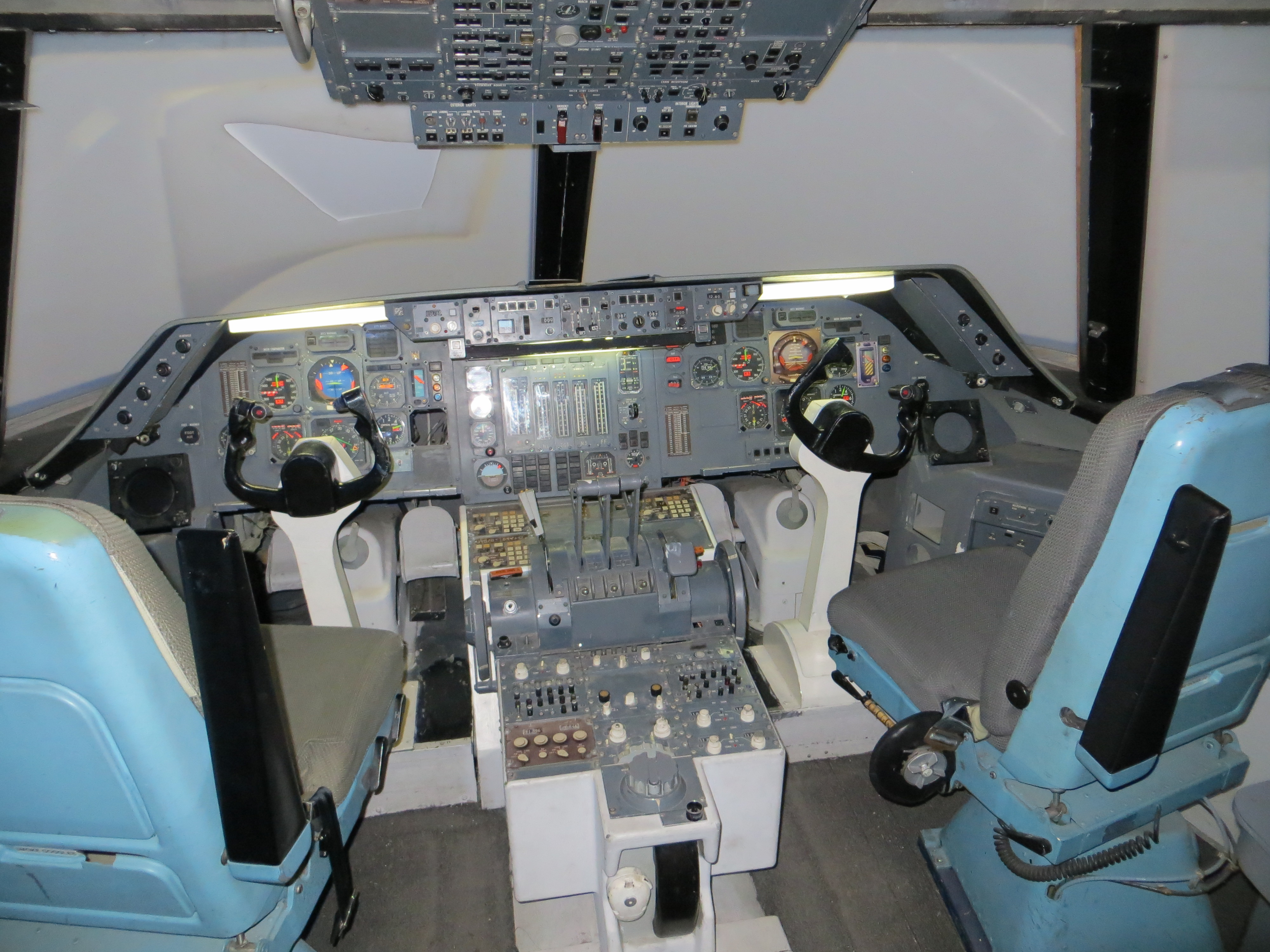
Simulateur de vol de L-1011.

Le cockpit de cet appareil, très novateur, est devenu une référence des avions modernes, tels ceux d'Airbus. En considérant que de nombreux instruments dans le cockpit classique obligeaient trop de manœuvres aux pilotes, les ingénieurs de Lockheed avaient tenté de réduire les instruments. Ils supposaient en effet que cette amélioration contribuerait à réduire les accidents. Parmi leurs inventions importantes (voir aussi section Le programme TriStar), l'interrupteur allumé avait été développé dans cet objectif : lorsque l'on appuie cet interrupteur, ce dernier allume, puis quand  on l'appuie de nouveau, l'interrupteur éteint ([vidéo] « Disponible », sur YouTube). Grâce à cette invention, les pilotes peuvent vérifier très rapidement l'état de fonctionnement, par cet allumé-éteint (on-off). Ce type d'interrupteur est en usage jusqu'ici, non seulement dans les avions mais aussi dans toutes les industries. Le L-1011 était le premier qui ait profité de cette invention.

## Caractéristiques techniques
|                                       | L-1011-1                            | L-1011-200                          | L-1011-500                          |
| ------------------------------------- | ----------------------------------- | ----------------------------------- | ----------------------------------- |
| Équipage technique                    | Trois                               | Trois                               | Trois                               |
| Nombre de sièges                      | 400 (une classe) 256 (deux classes) | 400 (une classe) 256 (deux classes) | 330 (une classe) 246 (deux classes) |
| Longueur                              | 54,17 m                             | 54,17 m                             | 50,05 m                             |
| Envergure                             | 47,35 m                             | 47,35 m                             | 50,9 m                              |
| Surface alaire                        | 321,1 m2                            | 321,1 m2                            | 329,0 m2                            |
| Hauteur                               | 16,85 m                             | 16,85 m                             | 16,85 m                             |
| Largeur de la cabine (intérieur)      | 5,77 m                              | 5,77 m                              | 5,77 m                              |
| Capacité maximale de carburant        | 90 150 L                            | 100 320 L                           | 119 780 L                           |
| Masse à vide en ordre d'exploitation  | 110 000 kg                          | 113 000 kg                          | 111 000 kg                          |
| Masse maximale au décollage (MTOW)    | 200 000 kg                          | 211 374 kg                          | 231 332 kg                          |
| Masse maximale à l'atterrissage (MLW) | 162 386 kg                          | 166 922 kg                          | 166 922 kg                          |
| Autonomie à MTOW                      | 2 680 NM (4 963 km)                 | 3 600 NM (6 667 km)                 | 5 345 NM (9 899 km)                 |
| Plafond                               | 42 000 ft (12 800 m)                | 42 000 ft (12 800 m)                | 43 000 ft (13 100 m)                |
| Vitesse de croisière                  | 520 nœuds                           | 515 nœuds                           | 525 nœuds                           |
| Vitesse de croisière maximale         | Mach 0,95                           | Mach 0,95                           | Mach 0,95                           |
| Moteurs (×3)                          | Rolls-Royce RB.211-22               | Rolls-Royce RB.211-524B             | Rolls-Royce RB.211-524B             |
| Poussée unitaire                      | 42 000 lbf (187 kN)                 | 50 000 lbf (222 kN)                 | 50 000 lbf (222 kN)                 |

## Au cinéma
L'avion utilisé dans le film Passager 57 est un Lockheed L-1011 Tristar. 

## Galerie

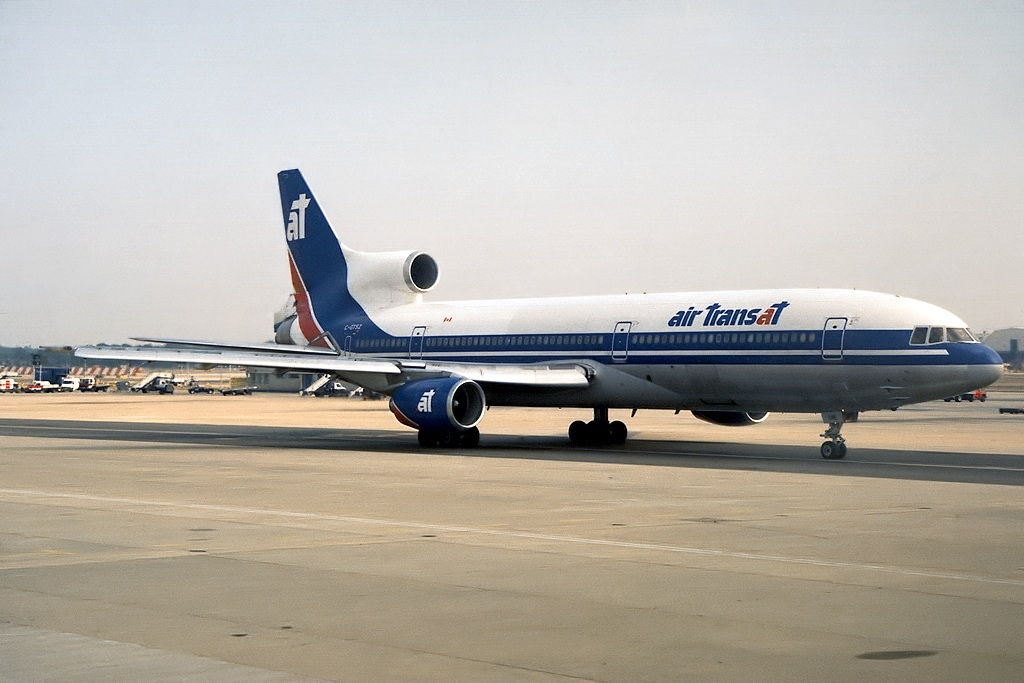
L-1011-100 d'Air Transat, à l'aéroport de Londres-Gatwick en 1995.
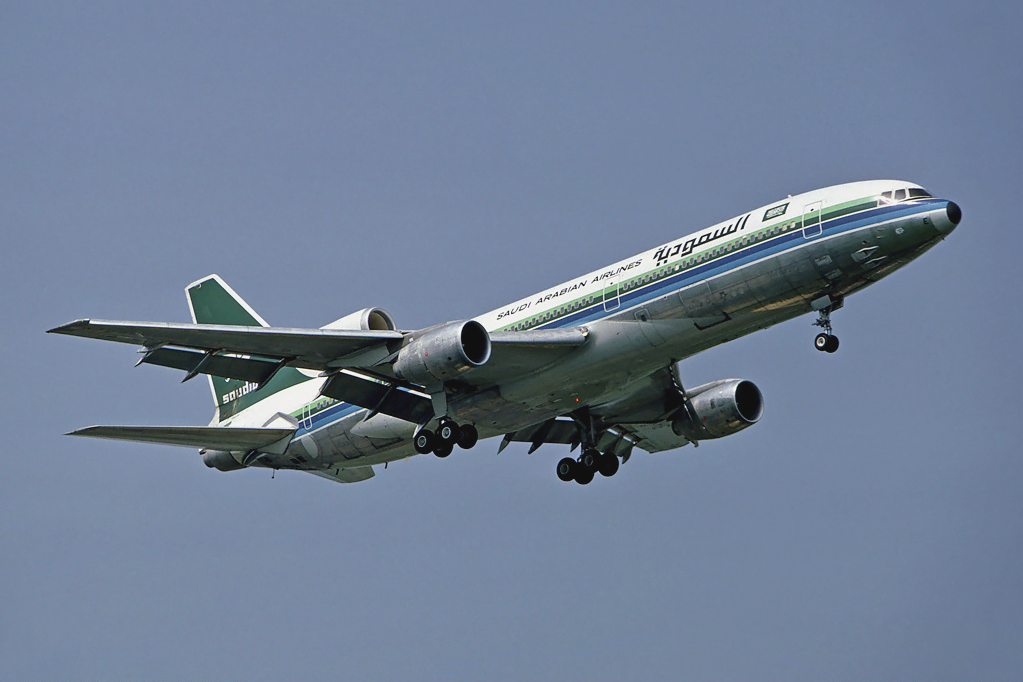
L-1011-200 de Saudia, à l'aéroport d'Heathrow en 1985.
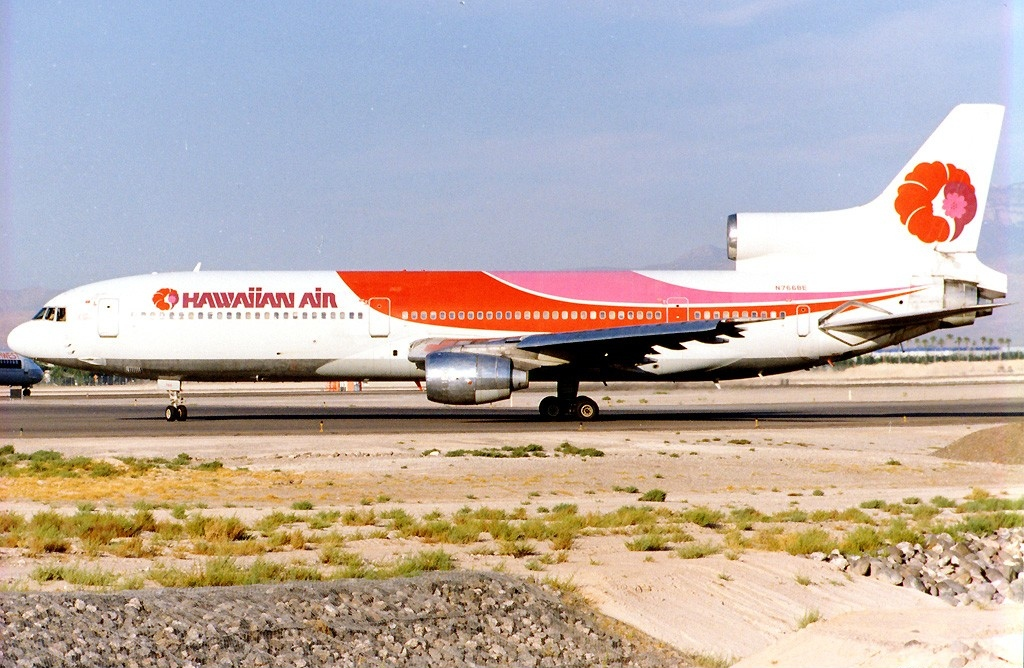
L-1011-385-1 TriStar 50 d'Hawaiian Airlines (N766BE) à Las Vegas. Dans les années 1970, le L-1011 était l'appareil préféré pour desservir Honolulu, aéroport le plus isolé au monde[6].
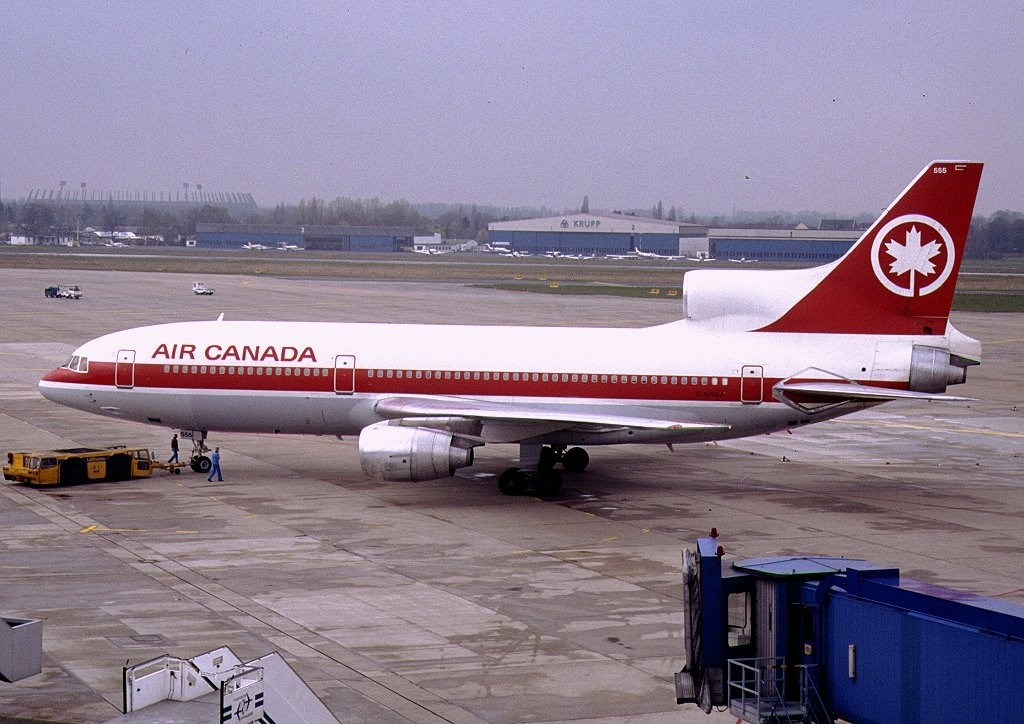
L-1011-385-3 TriStar 500 d'Air Canada, à l'aéroport de Düsseldorf en 1988.

### Développement lié
- Lockheed TriStar (RAF) (en)
- Stargazer

### Aéronefs comparables
- Airbus A300
- Airbus A310
- Boeing 747
- Boeing 767
- Iliouchine Il-86
- McDonnell Douglas DC-10
- McDonnell Douglas MD-11